# Sarajka
Sarajka (známý též pod názvem Unima) byl jedním z hlavních obchodních domů Sarajeva v dobách  socialistické Jugoslávie. Zničen byl během Obléhání Sarajeva a na jeho místě se dnes nachází moderní nákupní centrum BBI Centar.

## Historie stavby
Obchodní dům byl budován na přelomu let 1974-1975 podle projektu Vladimira Zarahoviće na místě původní kulturní kavárny Istra. V souvislosti s obchodním domem vzniklo i nové náměstí na půl cesty od čtvrti Baščaršija a Marijin dvor.
Slavnostně byl otevřen dne 6. dubna 1975. Přestože byl obchodní dům ve své brutalistické podobě považován víceméně za nevhodný pro historickou architekturu města, a lidé si na něj zvykali jen pomalu, stal se v období před vypuknutím války v Bosně a Hercegovině jedním ze symbolů města. Podle své barvy, tvaru a půdorysu získal přezdívku modrá sněhová vločka. Místní obyvatelé ji také říkali posměšně "největší policejní stanice na světě".
Budova byla poničena v roce 1992; po skončení konfliktu nebyla obnovena, a její pozůstatky (betonová kostra) byly strženy před výstavbou nového obchodního domu, který byl postaven na stejném místě ve 21. století. 